# Malý Porák
Malý Porák je potok v okrese Jičín, který je zdrojnicí Poráku. Délka jeho toku činí zhruba 5,3 km. Plocha jeho povodí měří 8,1 km².

## Průběh toku
Potok pramení severozápadně od Dolního Lochova na svahu Prachovského hřebene, dále protéká kolem vrchu Svatá Anna a přijímá dvě podobně dlouhé zdrojnice od Svaté Anny a od Horního Lochova. Na svém toku napájí malý rybník Lochovský a v PP Ostruženské rybníky trojici rybníků Čeperka, Ostruženský a Turecká. Po celé své délce teče převážně jihovýchodním směrem k Jičínu, západně od nějž se stéká s Velkým Porákem. Jejich následný společný tok nese jméno Porák.